# نافا ديل باركو
بلدية نافا ديل باركو (بالإسبانية: Nava del Barco) هي بلدية تقع في مقاطعة آبلة التابعة لمنطقة قشتالة وليون وسط إسبانيا.

## الديموغرافيا
بلغ عدد سكان بلدية نافا ديل باركو 117 نسمة عام 2011 (وفقاً للمعهد الوطني للإحصاء الإسباني).
| 202 | 185 | 166 | 139 | 124 | 115 | 117 |